# Deuxième circonscription de la préfecture d'Ibaraki
La deuxième circonscription de la préfecture d'Ibaraki (茨城県第2区, Ibaraki-ken dai-ni-ku) est l'une des sept circonscriptions législatives que compte la préfecture d'Ibaraki au Japon.

## Description géographique
Entre 1994 et 2002, la deuxième circonscription de la préfecture d'Ibaraki regroupait une partie du district de Higashiibaraki comprenant les bourgs d'Ibaraki, Ogawa (ja), Minori (ja), Uchihara (ja) et Ōarai, une partie du district de Nishiibaraki (ja) comprenant les bourgs de Tomobe (ja) et Iwama, et les districts de Kashima (ja) et Namegata (ja).
Entre 2002 et 2013, elle comprenait les mêmes districts et bourgs ainsi que les villes de Kashima et Itako.
Entre 2013 et 2022, elle réunissait les villes de Kashima, Itako, Kamisu, Namegata et Hokota, une partie des villes de Mito, Kasama et Omitama, et les bourgs d'Ibaraki et Ōarai.
Depuis 2022, elle comprend les villes de Kashima, Itako, Kamisu, Namegata, Hokota et Omitama et les bourgs d'Ibaraki et Ōarai,.

## Députés
| Législature | Début de mandat | Fin de mandat | Député élu        | Parti politique | Parti politique |
| ----------- | --------------- | ------------- | ----------------- | --------------- | --------------- |
| 41e         | 1996            | 2000          | Fukushirō Nukaga  |                 | PLD             |
| 42e         | 2000            | 2003          | Fukushirō Nukaga  |                 | PLD             |
| 43e         | 2003            | 2005          | Fukushirō Nukaga  |                 | PLD             |
| 44e         | 2005            | 2009          | Fukushirō Nukaga  |                 | PLD             |
| 45e         | 2009            | 2012          | Masao Ishizu (ja) |                 | PDJ             |
| 46e         | 2012            | 2014          | Fukushirō Nukaga  |                 | PLD             |
| 47e         | 2014            | 2017          | Fukushirō Nukaga  |                 | PLD             |
| 48e         | 2017            | 2021          | Fukushirō Nukaga  |                 | PLD             |
| 49e         | 2021            | 2024          | Fukushirō Nukaga  |                 | PLD             |
| 50e         | 2024            | -             | Fukushirō Nukaga  |                 | PLD             |